# Lynne Stewart

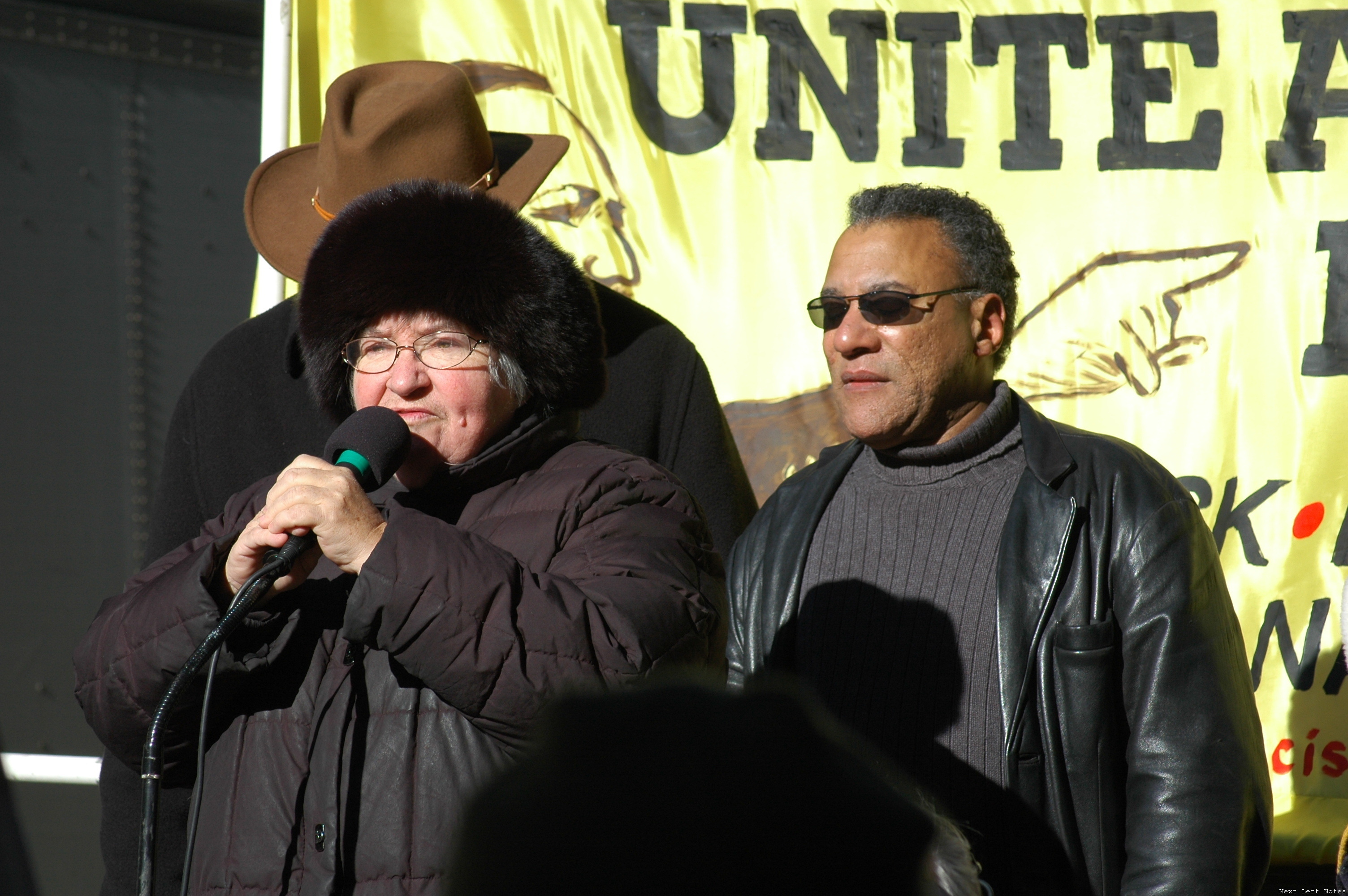
Lynne Stewart (zusammen mit Larry Holmes, rechts) bei einer Anti-Rassismus-Kundgebung in Manhattan, 2008

Lynne Stewart (* 8. Oktober 1939 in Brooklyn, New York; † 7. März 2017 ebenda) war eine amerikanische Rechtsanwältin.

## Leben und Wirken
Stewart besuchte 1961 das Wagner College auf Staten Island und erlangte dort ihren Bachelor of Arts in Politikwissenschaften. Den Juris Doctor erhielt sie an der Rutgers University. Sie vertrat Mitglieder der Weathermen und der Black Panther Party. Sie arbeitete in einigen Fällen mit William Kunstler und Ramsey Clark zusammen.

### Der Fall Umar Abd ar-Rahman
Stewart vertrat von 1994 an den ägyptischen Islamisten Umar Abd ar-Rahman, der 1995 wegen aufrührerischer Verschwörung (Seditious conspiracy) und Terrorismus zu lebenslanger Haft verurteilt wurde. Da durch den Foreign Intelligence Surveillance Act die Verschwiegenheitspflicht für Rechtsanwälte in Terrorprozessen aufgehoben wurde, konnte von Geheimdienstseite die Kommunikation zwischen Anwalt und Mandanten abgehört werden. Durch den USA PATRIOT Act war es Abd ar-Rahman als verurteiltem Terroristen untersagt, mit der Außenwelt zu kommunizieren. Stewart machte sich entsprechend strafbar, als sie im Auftrag ihres Mandanten den Kontakt zur Außenwelt herstellte und eine Presseerklärung an die Nachrichtenagentur Reuters übermittelte. Stewart wurde deswegen umgehend die Anwaltslizenz entzogen und Berufsverbot erteilt, in einem Verfahren, das im Jahr 2005 begann, wurde sie im Jahr 2006 zuerst zu einer 28-monatigen Haftstrafe verurteilt. Die Staatsanwaltschaft ging daraufhin in Berufung und erreichte im Juli 2010 ein neues Strafmaß in Höhe von zehn Jahren Haft. Sie saß einen Teil der Strafe im Federal Medical Center, Carswell in Fort Worth ab. Am 31. Dezember 2013 kam sie überraschend frei. Die noch abzusitzende Reststrafe wurde ihr erlassen. Begründet wurde die Entlassung mit der Schwere ihrer Krebserkrankung.